# Spilosoma sanguinalis
Spilosoma sanguinalis là một loài bướm đêm thuộc phân họ Arctiinae, họ Erebidae.